# Novosvobodnaja
Novosvobodnaja (in lingua russa Новосвободная) è un centro abitato dell'Adighezia, situato nel Majkopskij rajon. La popolazione era di 608 abitanti all'aprile 2020. Ci sono 25 strade.

## Storia
Il villaggio venne fondato nel 1862 col nome di Верхне-Фарсовской (Verchne-Farsovskoj), anche se questo venne modificato poco tempo dopo in Царской (Čarskoj). Il centro venne creato all'interno dell'area dell'Oblast' del Kuban', nel dipartimento di Majkop.. Assunse il nome Novosvobodnaja dal 1920.

## Caratteristiche
In zona sono presenti delle rovine di una cappella, realizzata in pietra bianca, che era stata edificata nel 1881 per commemorare l'incontro del 17 settembre 1861 tra l'imperatore Alessandro II di Russia con una delegazione di circassi.
Vicino al villaggio c'è un tumulo funerario dove sono stati trovati i resti di un rappresentante della cultura Novosvobodnaja, che visse nella prima età del bronzo, il quale aveva un aplogruppo mitocondriale V7, che ne mostrerebbe l'origine nell'Europa centrale..
In un dolmen della cultura Majkop, scoperto nel 1898 vicino all'allora villaggio di Carskaja, sono stati ritrovati un indumento di pelliccia realizzato, datato tra il XXXI e il XXX secolo a.C. e. dalle pelli di geomyidae e dei frammenti di indumenti di lana e cotone. 
In questo sito Aleksej Rezepkin ha trovato quella che, dopo la datazione, si è rivelata essere la più antica spada conosciuta al mondo: fatta di bronzo, con una lunghezza totale di 63 cm, di cui 11 cm di manico. Attualmente è esposta all'Ermitage .
Nelle vicinanze del villaggio c'è una cascata del fiume Lakruš.